# Neapolský sextakord

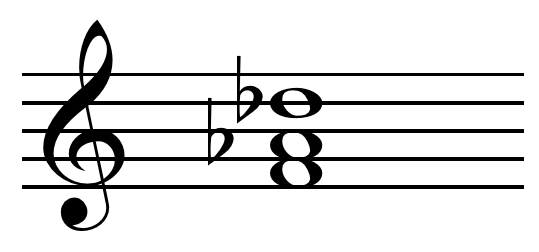
V C dur

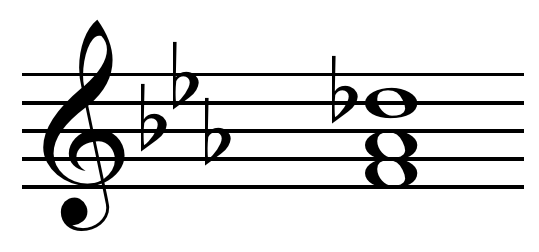
V C moll

Neapolský sextakord je durový sextakord postavený na supertónice (tzn. na II. stupni) neapolské stupnice. Vzdálenost mezi supertónikou a tónikou této stupnice je interval malé sekundy.
V rámci frygické stupnice se jedná o doškálný akord, z čehož také vyplývá alternativní pojmenování podle německého muzikologa Heinricha Schenkera, totiž Frygická II. V hudební teorii se označuje jako "N" (N6) či "♭II", přičemž řada hudebních analytiků upřednostňuje druhé označení, které připomíná vztah tohoto akordu k supertónice.

Neapolitanischer Sextakkord

Stavebně je tvořen na sobě položenou malou tercií a čistou kvartou.
Neapolský sextakord (italsky accordo di sesta napoletana) se tvoří na II. stupni neapolské stupnice (oproti stupnici durové má tedy snížený II. a VI. stupeň). Například v tónině g-moll je basový tón akordu neapolské sexty tón C, malá tercie Es a malá sexta (která by s tónikou tvořila interval malé sekundy) je tón As.
Neapolský sextakord se rozvádí do V. stupně (kdy tvoří složenou konsonantní kadenci), z nějž se vrací k I. stupni.
Svůj název získal podle toho, že jej používali skladatelé tzv. neapolské školy, především pak Alessandro Scarlatti.

## Příklady
- Johann Sebastian Bach: Passacaglia a fuga c moll, BWV 582
- Ludwig van Beethoven: Mondscheinsonate
- Ferenc Liszt: Liebesträume